# Hugo Philip
Hugo Philip, né le 10 août 1989 à Brest (Finistère), est un mannequin, et influenceur français.

## Biographie

### Études, business developer
Originaire de Brest,,, Hugo Philip grandit en Normandie, où il passe un baccalauréat économique et social,. Il poursuit ses études à Rennes et à Montpellier, où il décroche un Master d'ingénieur d'affaires en technologies de l'information,. Il devient ensuite business developer dans le marketing.

### Mannequin
Alors qu'il travaille pour l'entreprise Ab-Tasty en tant que business developer, poste qu'il occupe pendant deux ans jusqu'en mai 2017, il commence une carrière de mannequin pour plusieurs enseignes de prêt-à-porter, dont André, Citadium, French Disorder,,, Le Slip Français. Il pose également pour Lash Magazine, et il participe à plusieurs campagnes pour Hugo Boss, Armani ou Jean Paul Gaultier. 

### Figurant
Parallèlement, Hugo Philip prend des cours d'art dramatique. En août 2018, il fait de la figuration dans le film Neuilly sa mère, sa mère !, dans lequel il joue le rôle de Peter aux côtés de Denis Podalydès,. En parallèle, il travaille avec le réalisateur et scénariste Franck Victor à l'écriture de sa propre série Lourd.

### Télévision
À l'automne 2019, il participe à la dixième saison de l'émission Danse avec les stars sur TF1, aux côtés de la danseuse Candice Pascal, qui le fait connaître du grand public,,, et termine huitième de la compétition.

### Vie privée
Il est le fils de Jacques Philip, ancien footballeur professionnel.
En couple avec  Caroline Receveur, depuis Janvier 2017, ils ont ensemble un fils, Marlon Philip, né le 6 juillet 2018. Ils se marient en secret le 11 juillet 2020 à Paris. Après avoir vécu entre Londres et Paris, le couple s'installe à Dubaï en juillet 2020, quelques jours après leur mariage.
Hugo Philip a pratiqué l'athlétisme pendant sept ans, le football, la musculation,, le fitness, le crossfit et la boxe,.

## Autoentrepreneur
Hugo Philip a lancé sa marque de streetwear Cruel Pancake en 2021 après plusieurs mois de doutes et de ralentissements à cause de la crise du Covid-19. Après une importante opération de communication auprès des abonnés sur Instagram, la première opération de vente a lieu le 24 février 2021, l'ensemble des pièces proposées étant alors vendues dans les 24 heures prévues[source insuffisante].